# Altenberg (Gemeinde St. Andrä-Wördern)
Altenberg ist eine Ortschaft und eine Katastralgemeinde der Gemeinde St. Andrä-Wördern im Bezirk Tulln in Niederösterreich.

## Geografie
Der als Straßendorf angelegte Ort westlich von Wördern liegt am Rand des Wienerwaldes und am Ufer des Donaustroms. Die Landesstraße L118 führt durch den Ort. Zur Katastralgemeinde gehören auch die Badesiedlung und die Tempelbergwarte.

## Geschichte
Der Ortsname wurde als „Altinberg“ geschrieben und dürfte aus einer Weinbergried („am alten Berge“) hervorgegangen sein. In einer Urkunde des Stifts Heiligenkreuz aus 1250 wurde ein Heinrich von Altinberc als Zeuge genannt.
Im Jahr 1822 wurde der Ort als Dorf mit 23 Häusern erwähnt, das nach Sankt Andrä eingepfarrt war, während die Kinder in Greifenstein eingeschult wurden. Die Herrschaft Königstetten besaß die Ortsobrigkeit, übte die Landgerichtsbarkeit aus und besorgte die Konskription. Die Untertanen und Grundholde des Ortes gehörten den Herrschaften Königstetten und Judenau. Laut Adressbuch von Österreich waren im Jahr 1938 in der Ortsgemeinde Altenberg vier Gastwirte, zwei Gemischtwarenhändler, drei Viktualienhändler und mehrere Landwirte ansässig.
Bis 2013 war hier das Konrad-Lorenz-Institut für Evolutions- und Kognitionsforschung beheimatet.

## Öffentliche Einrichtungen
In Altenberg befindet sich ein Kindergarten.

## Sehenswertes
- Villa Pereira, ein frühes historistisches Bauwerk mit byzantinischen Formen
- Tempelbergwarte,  ein gemauerter Aussichtsturm auf dem 403 m hohen Tempelberg
- Villa Lorenz („Lorenz-Hall“), mondäne Villa aus italienischer Renaissance und Jugendstil

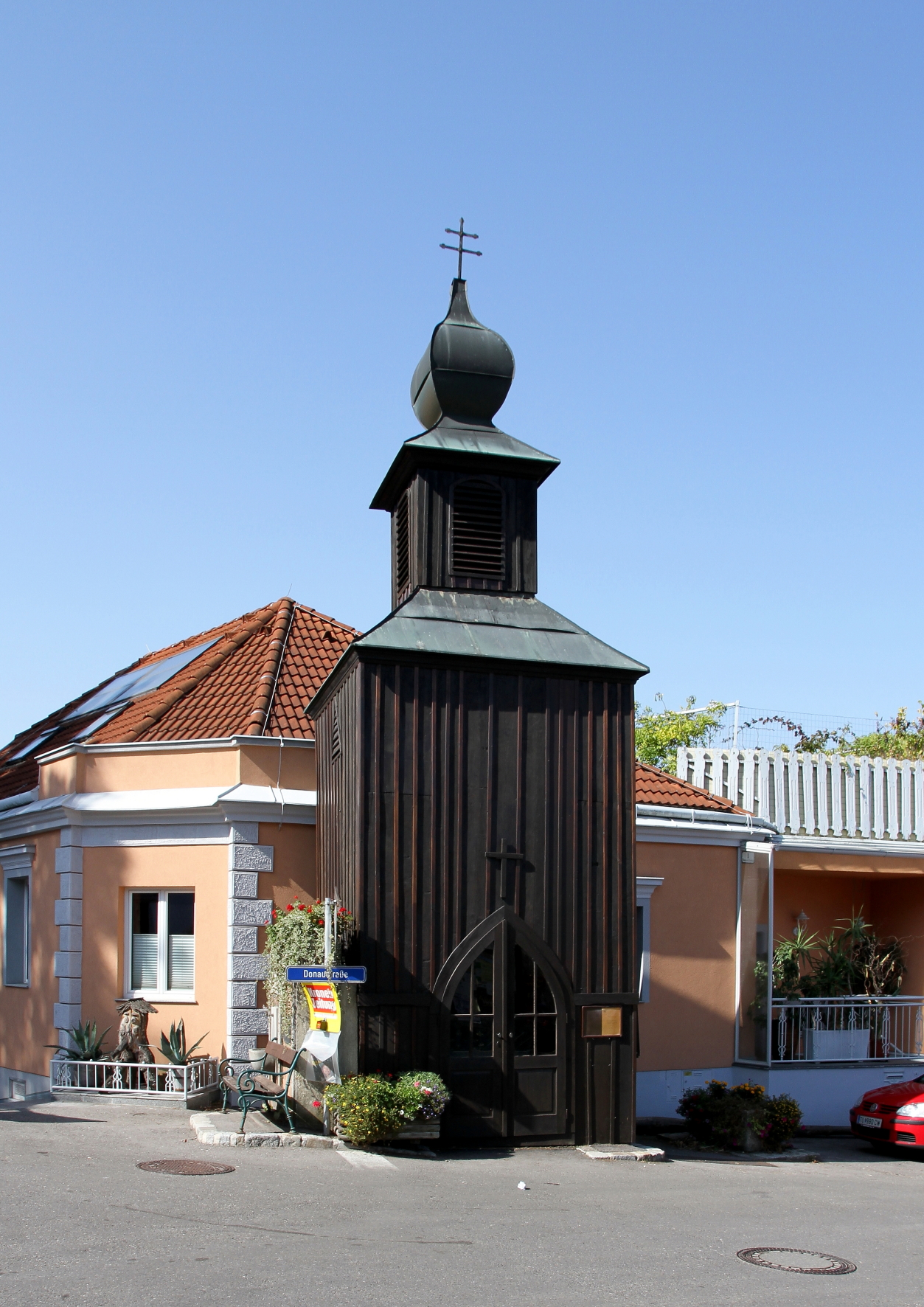
Ortskapelle
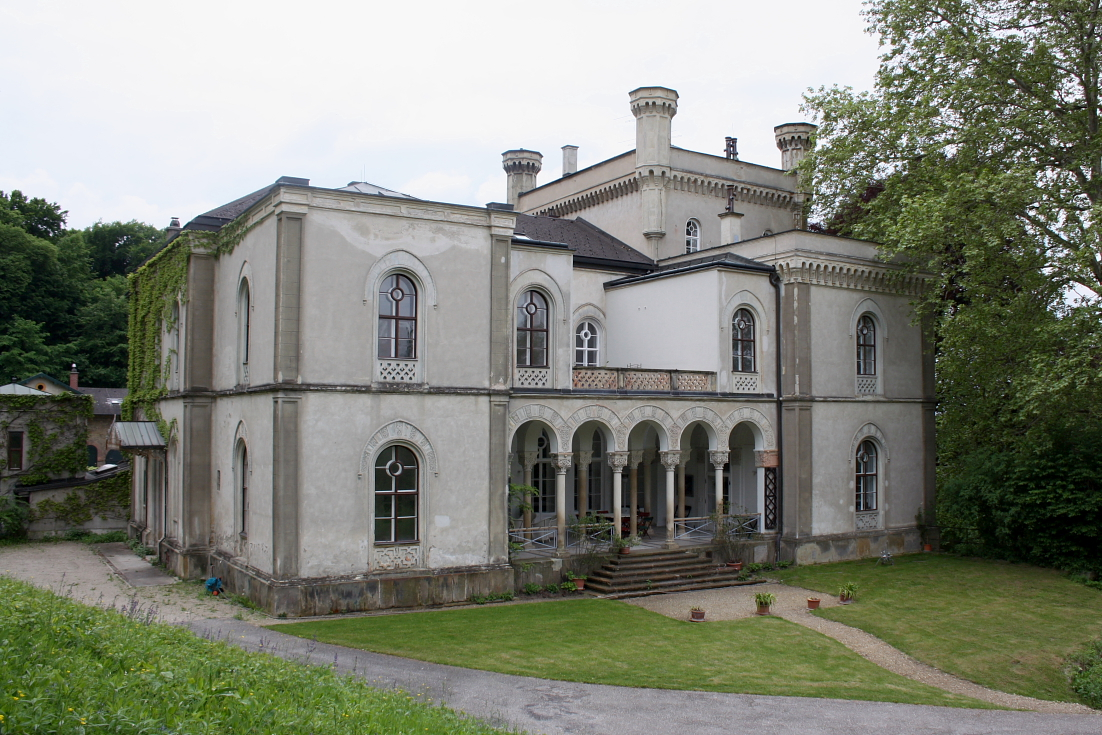
Villa Pereira
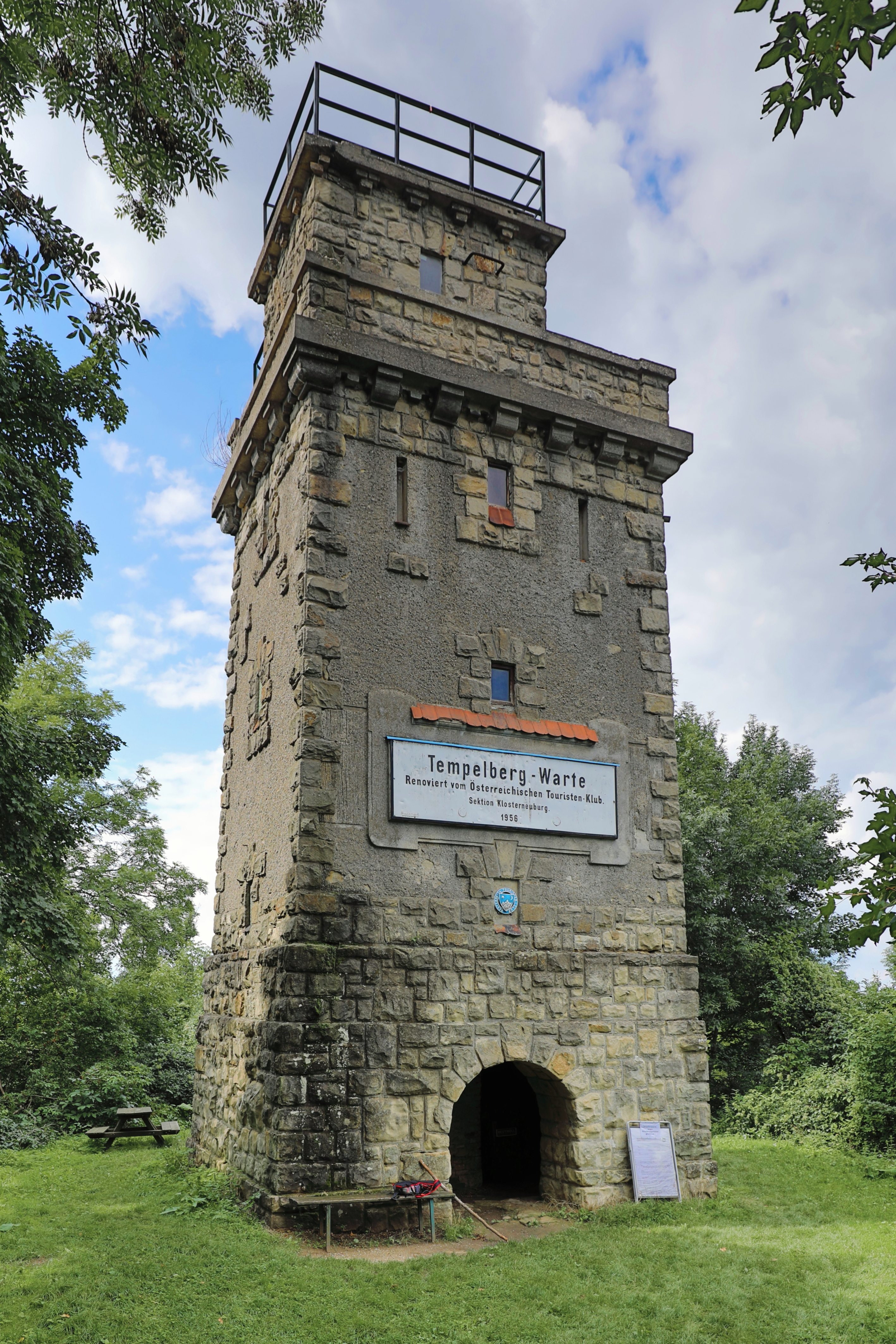
Tempelbergwarte

## Persönlichkeiten
- Adolf Lorenz (1854–1946), Chirurg und Orthopäde, lebte im Ort
- Konrad Lorenz (1903–1989), Zoologe und Nobelpreisträger für Medizin, wurde hier geboren